# CCDC152
CCDC152 (англ. Coiled-coil domain containing 152) – білок, який кодується однойменним геном, розташованим у людей на 5-й хромосомі. Довжина поліпептидного ланцюга білка становить 254 амінокислот, а молекулярна маса — 29 979.
| 10         |  | 20         |  | 30         |  | 40         |  | 50         |
| ---------- |  | ---------- |  | ---------- |  | ---------- |  | ---------- |
| MDQSSEGCMK |  | KISSVNLDKL |  | INDFSQIEKK |  | MVETNGKNNI |  | LDIQLEKSNC |
| LLKVMQAKEV |  | SIKEECATLH |  | NIIKGLQQTI |  | EYQQNLKGEN |  | EQLKISADLI |
| KEKLKSHEQE |  | YKNNIAKLVS |  | EMKIKEEGYK |  | KEISKLYQDM |  | QRKVELNEEK |
| HKELIEKKEM |  | EISELNAKLR |  | SQEKEKQNEI |  | IKLQLEFDAK |  | LARVQTKSKS |
| YQDSTVLPQS |  | IYRRKLQHFQ |  | EEKNKEIAIL |  | RNTIRDLEQR |  | LSVGKDSHLK |
| RRRF       |  |            |  |            |  |            |  |            |

A: Аланін

C: Цистеїн

D: Аспарагінова кислота

E: Глутамінова кислота

F: Фенілаланін

G: Гліцин

H: Гістидин

I: Ізолейцин

K: Лізин

L: Лейцин

M: Метіонін

N: Аспарагін

P: Пролін

Q: Глутамін

R: Аргінін

S: Серин

T: Треонін

V: Валін

Задіяний у такому біологічному процесі, як альтернативний сплайсинг. 